# Husinec (okres Praha-východ)
Husinec je obec v okrese Praha-východ, kraj Středočeský, v meandru Vltavy na jejím pravém břehu nedaleko severně od Prahy a Roztok asi dvanáct kilometrů severně od centra Prahy. Žije zde přibližně 1 600 obyvatel.
Obec má dvě místní části, Husinec a Řež, které dohromady tvoří jediné katastrální území Husinec u Řeže. Vesnice Husinec leží východně od Řeže. Většina zástavby obce Husinec i její obecní úřad jsou dnes na území Řeže.
V severní části Řeže je v údolí areál ÚJV Řež (dříve Ústav jaderného výzkumu) se sídlem celé řady vědeckých a inženýrských institucí a společností. K němu vede lávka od železniční zastávky Řež. V Řeži je i pošta a kaple sv. Václava. Východní část území obce zaujímá kamenolom Klecany.

## Název
Název vesnice je odvozen z obecného jména označujícího místo, na kterém se chovaly husy. Toto jméno se časem obrazně přeneslo na celé sídlo. V historických pramenech se název objevuje ve tvarech: Guscinec (okolo 1227), Gusinech (1233), Hussinecz (1403) a Husynecz (1631).

## Historie
První písemná zmínka o vsi Husinec se nachází v listinném falsu datovaném zhruba do roku 1227, jímž český král Přemysl Otakar I. přenechal ženskému klášteru u sv. Jiří v Praze jurisdikci nad jeho poddanými. Název je doložen ve formě Guscinec, společně s ní je zmiňována ves Rese, tedy Řež (o níž však je první doklad již z roku 1088). V roce 1233 se obec nazývá Gusinech, okolo roku 1403 již Hussinec. Místní jméno Husinec vzniklo ze staročeského slova husinec (podobně ovčinec, zvěřinec) a na osadu bylo zřejmě přeneseno obrazně.
Za husitského převratu byla vesnice pravděpodobně zkonfiskována Pražany, v 16. století náležela spolu s Řeží jako tzv. ves zápisná (zastavena králem) ke statku Roztoky. Roztocký statek koupil roku 1565 David Boryně ze Lhoty. Jeho vnuk, odsouzený po porážce stavovského povstání k pokutě ve výši pětiny svého majetku, prodal statek knížeti Karlovi z Liechtensteina, jehož rod vlastnil statek až do roku 1803. Husinec s Řeží se na nějakou dobu znovu přičlenily ke statku kláštera u sv. Jiří se sídlem v Kamýku a Statenicích. Již v urbáři kláštera u sv. Jiří z roku 1631 je název ve formě Husynecz. V tzv. tereziánském katastru (daňový soupis z poloviny 18. století) jsou uvedeny v rámci tohoto klášterního statku v Husinci 4 poddanské usedlosti a v Řeži dvě usedlosti. Poddaní drželi v Husinci 172 strychů polí a obec 69 strychů lad, v Řeži 153 strychů polí (1 strych odpovídal zhruba 0,29 ha, dnešní výměra obce je 295 ha). V té době bylo evidováno v obvodu kostela sv. Klimenta „na Hradci“ 30 lidí z Husince a 25 z Řeže. Na konci feudalismu však opět patřily obě vsi ke statku Roztoky.
Na veřejném zasedání obecního zastupitelstva 22. srpna 2007 starostka vyzvala k podávání návrhů na pojmenování ulic. V prosinci 2008 začaly být tabulky s názvy instalovány.

## Obyvatelstvo
| Rok            | 1869 | 1880 | 1890 | 1900 | 1910 | 1921 | 1930 | 1950 | 1961 | 1970 | 1980 | 1991 | 2001 | 2011  | 2021  |
| -------------- | ---- | ---- | ---- | ---- | ---- | ---- | ---- | ---- | ---- | ---- | ---- | ---- | ---- | ----- | ----- |
| Počet obyvatel | 148  | 125  | 159  | 164  | 163  | 212  | 421  | 560  | 755  | 863  | 786  | 814  | 852  | 1 390 | 1 601 |
| Počet domů     | 19   | 19   | 21   | 24   | 26   | 36   | 84   | 205  | 172  | 176  | 187  | 266  | 297  | 388   | 451   |

## Obecní správa

### Části obce
- Husinec
- Řež

### Územněsprávní začlenění
Dějiny územněsprávního začleňování zahrnují období od roku 1850 do současnosti. V chronologickém přehledu je uvedena územně administrativní příslušnost obce v roce, kdy ke změně došlo:
- 1850 země česká, kraj Praha, politický i soudní okres Karlín[9]
- 1855 země česká, kraj Praha, soudní okres Karlín[9]
- 1868 země česká, politický i soudní okres Karlín[9]
- 1869–1910 země česká, politický i soudní okres Karlín, město Klecany[10]
- 1927 země česká, politický okres Praha-venkov, soudní okres Karlín[11]
- 1929 země česká, politický okres Praha-venkov, soudní okres Praha-sever[12]
- 1939 země česká, Oberlandrat Praha, politický okres Praha-venkov, soudní okres Praha-sever[13]
- 1942 země česká, Oberlandrat Praha, politický okres Praha-venkov-sever, soudní okres Praha-sever[14]
- 1945 země česká, správní okres Praha-venkov-sever, soudní okres Praha-sever[15]
- 1949 Pražský kraj, okres Praha-sever[16]
- 1960 Středočeský kraj, okres Praha-východ[17]

### Obecní symboly
Znak a vlajka byly obci uděleny rozhodnutím předsedy Poslanecké sněmovny Parlamentu České republiky dne 20. ledna 2005.

## Společnost

### Rok 1932
Ve vsi Husinec (přísl. Řež, 400 obyvatel) byly v roce 1932 evidovány tyto živnosti a obchody: autodrožka, továrna na cementové zboží Silika, obchod dřívím, družstvo pro rozvod elektrické energie, holič, 4 hostince, 8 obchodů se smíšeným zbožím, školka, 2 trafiky, 3 obchody s uhlím, zahradnictví.

## Doprava
Dopravní síť
- Pozemní komunikace – Obcí prochází silnice III. třídy. Ve vzdálenosti 6 km lze najet na dálnici D8 na exitu 1 (Zdiby).
- Železnice – Železniční trať ani stanice na území obce nejsou. Po levém břehu Vltavy vede železniční trať 091 Praha - Kralupy nad Vltavou. Je to dvoukolejná elektrizovaná celostátní trať zařazená do evropského železničního systému, součást 1. koridoru, doprava byla zahájena roku 1850. Železniční zastávka Řež přístupná po lávce přes Vltavu leží na území Libčic nad Vltavou.

Veřejná doprava 2011
- Železniční doprava – Po trati 091 vede linka S4 (Praha – Kralupy nad Vltavou – Hněvice) v rámci pražského systému Esko. V zastávce Řež staví v pracovní dny 29 párů osobních vlaků, o víkendech 20 párů osobních vlaků, expresy a rychlíky zde projíždějí.
- Autobusová doprava – V obci měla zastávku příměstská autobusová linka Praha, Kobylisy – Husinec, Řež (v pracovní dny 17 spojů, o víkendech 4 spoje, dopravce ČSAD Střední Čechy).